# .mov
.mov este un format container creat de Apple Computer cunoscut și sub denumirea de QuickTime folosit în general pentru clipuri video pe internet.

## Formate video acceptate
- MPEG-1
- MPEG-2
- MPEG-4
- WMV
- Real Video
- Theora
- Adobe Flash

## Formate audio acceptate
- MP3
- WMA
- Real Audio
- Vorbis
- AC3
- DTS
- FLAC